# جاربانیاته میلانزه
جاربانیاته میلانزه (به ایتالیایی: Garbagnate Milanese) یک کومونه در ایتالیا است که در استان میلان واقع شده‌است.

## خصوصیات
جاربانیاته میلانزه ۸٫۹ کیلومترمربع مساحت و ۲۷٬۱۴۸ نفر جمعیت دارد و ۱۷۹ متر بالاتر از سطح دریا واقع شده‌است.